# Prenolepis nitens
Prenolepis nitens är en myrart som först beskrevs av Mayr 1853.  Prenolepis nitens ingår i släktet Prenolepis och familjen myror. Inga underarter finns listade i Catalogue of Life.